# إبراهيم قندوز
إبراهيم قندوز (من مواليد 08 مايو1999) هو رياضي بارالمبي جزائري تخصص الكاياك.
وهو أول متسابق باراليمبي يمثل الجزائر في هذا التخصص

## الجوائز
- ميدالية برونزية في سباق مسافة 200 متر (KL3) في بطولة العالم للزوارق البارالمبية في دويسبورغ بألمانيا.[2][3]
- ميدالية ذهبية  لمنافسة الكاياك (KL3) على مسافة 200 متر الألعاب البارالمبية.[4]